# مری جین واتسون
مری جین واتسون (به انگلیسی: Mary Jane Watson) معروف به ام جی یک شخصیت تخیلی در کتاب‌های کامیک منتشر شده توسط مارول کامیکس است. این شخصیت به دست استن لی، جان رومیتا و استیو دیتکو ساخته شد و اولین بار در شماره ۲۵ از مجموعه مرد عنکبوتی شگفت‌انگیز (ژوئن ۱۹۶۵) ظاهر شد.

## تاریخچه شخصیت

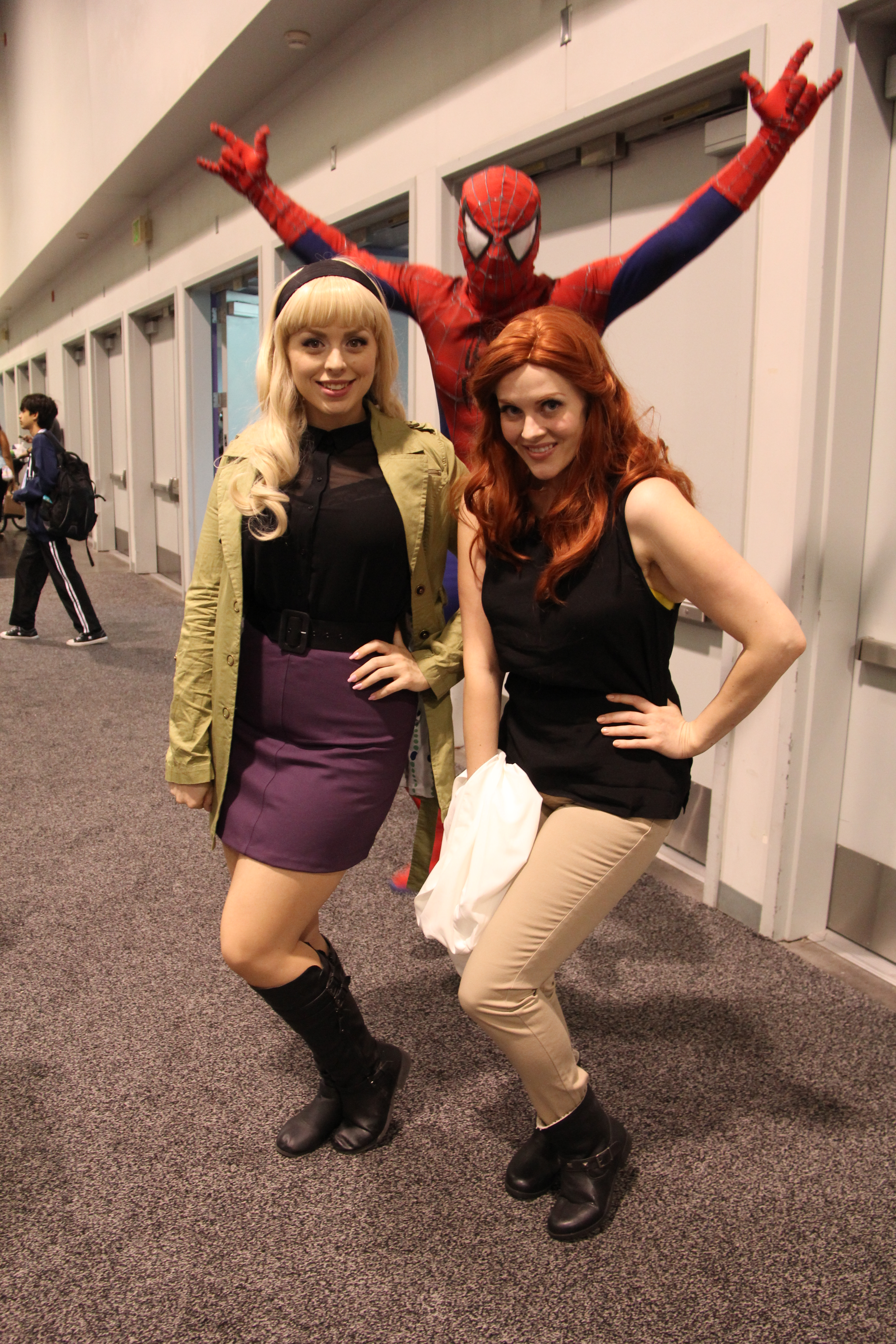
کاسپلی، از چپ به راست گوئن استیسی،اسپایدرمن(پیترپارکر) و مری جین واتسون

مری جین دختری معمولاً با موهایی قرمز و چشمانی سبز در داستان‌های مرد عنکبوتی حاضر می‌شود، در کمیک‌های اولیه مرد عنکبوتی زن عمو پیتر پارکر به شدت مشتاق بود که پیتر را با مری جین آشنا کند، اما پیتر از اینکار طفره می‌رفت تا اینکه در شماره ۴۲ مرد عنکبوتی شگفت‌انگیز ام جی و پیتر با یک دیگر ملاقات کردند. در آن دوره پیتر پارکر با گوئن استیسی در ارتباط بود و حضور مری جین نوعی مثلث عشقی را بین آن دو به‌وجود آورده بود رابطه پیتر و ام جی به سرانجام نرسید تا اینکه در شماره ۱۲۲ کمیک اسپایدرمن گوئن استیسی به دست گرین گابلین کشته شد.